# Surville (Eure)
Surville és un municipi francès situat al departament de l'Eure i a la regió de Normandia. L'any 2007 tenia 859 habitants.

## Demografia

### Població
El 2007 la població de fet de Surville era de 859 persones. Hi havia 307 famílies de les quals 44 eren unipersonals (20 homes vivint sols i 24 dones vivint soles), 114 parelles sense fills, 145 parelles amb fills i 4 famílies monoparentals amb fills.
La població ha evolucionat segons el següent gràfic:
Habitants censats

### Habitatges
El 2007 hi havia 322 habitatges, 309 eren l'habitatge principal de la família, 5 eren segones residències i 8 estaven desocupats. Tots els 322 habitatges eren cases. Dels 309 habitatges principals, 294 estaven ocupats pels seus propietaris, 13 estaven llogats i ocupats pels llogaters i 3 estaven cedits a títol gratuït; 3 tenien dues cambres, 27 en tenien tres, 86 en tenien quatre i 194 en tenien cinc o més. 234 habitatges disposaven pel capbaix d'una plaça de pàrquing. A 97 habitatges hi havia un automòbil i a 206 n'hi havia dos o més.

### Piràmide de població
La piràmide de població per edats i sexe el 2009 era:
| Homes | Edats   | Dones |
| ----- | ------- | ----- |
| 0     | 95 o +  | 0     |
| 0     | 90 a 94 | 4     |
| 0     | 85 a 89 | 4     |
| 4     | 80 a 84 | 4     |
| 12    | 75 a 79 | 8     |
| 4     | 70 a 74 | 0     |
| 8     | 65 a 69 | 8     |
| 20    | 60 a 64 | 12    |
| 40    | 55 a 59 | 20    |
| 20    | 50 a 54 | 36    |
| 40    | 45 a 49 | 32    |
| 44    | 40 a 44 | 48    |
| 32    | 35 a 39 | 24    |
| 20    | 30 a 34 | 32    |
| 16    | 25 a 29 | 16    |
| 20    | 20 a 24 | 16    |
| 36    | 15 a 19 | 24    |
| 24    | 10 a 14 | 32    |
| 20    | 5 a 9   | 36    |
| 12    | 0 a 4   | 24    |

## Economia
El 2007 la població en edat de treballar era de 579 persones, 446 eren actives i 133 eren inactives. De les 446 persones actives 432 estaven ocupades (222 homes i 210 dones) i 14 estaven aturades (4 homes i 10 dones). De les 133 persones inactives 69 estaven jubilades, 29 estaven estudiant i 35 estaven classificades com a «altres inactius».

### Ingressos
El 2009 a Surville hi havia 311 unitats fiscals que integraven 890,5 persones, la mediana anual d'ingressos fiscals per persona era de 20.803 €.

### Activitats econòmiques
Dels 16 establiments que hi havia el 2007, 1 era d'una empresa alimentària, 1 d'una empresa de fabricació d'altres productes industrials, 5 d'empreses de construcció, 2 d'empreses de transport, 3 d'empreses de serveis, 1 d'una entitat de l'administració pública i 3 d'empreses classificades com a «altres activitats de serveis».
Dels 7 establiments de servei als particulars que hi havia el 2009, 1 era un paleta, 1 guixaire pintor, 3 lampisteries i 2 salons de bellesa.
L'únic establiment comercial que hi havia el 2009 era una fleca.
L'any 2000 a Surville hi havia 13 explotacions agrícoles que ocupaven un total de 740 hectàrees.

## Equipaments sanitaris i escolars
El 2009 hi havia una escola elemental.

## Poblacions més properes
El següent diagrama mostra les poblacions més properes.